# الكردود
قرية الكردود هي إحدى القرى التابعة لمركز حوش عيسى في محافظة البحيرة في جمهورية مصر العربية. حسب إحصاءات سنة 2006، بلغ إجمالي السكان في الكردود 7254 نسمة، منهم 3677 رجل و3577 امرأة.